# Tour de France 2022/20. Etappe
Die 20. Etappe der Tour de France 2022 fand am 23. Juli 2022 im Rahmen eines Einzelzeitfahrens statt. Die Strecke führte über 40,7 Kilometer von Lacapelle-Marival nach Rocamadour und war somit das längste Zeitfahren seit dem Jahr 2014 (20. Etappe). Nach der Zielankunft haben die Fahrer insgesamt 3231,2 Kilometer absolviert, was 96,5 % der Gesamtdistanz der 109. Austragung des französischen Etappenrennens entspricht.

## Streckenführung
Die Fahrer begannen das Einzelzeitfahren von der Startrampe aus in Lacapelle-Marival auf der D940 in der Nähe des Motoclub de Lacapelle-Marival. Anschließend ließen sie den Startort hinter sich und fuhren auf direktem Weg nach Aynac, wo bei Kilometer 10,6 die erste von drei Zwischenzeiten genommen wurde. Vorbei am Château d'Aynac und Château de Saignes führte die Strecke Richtung Westen nach Gramat, wo 22,1 Kilometer nach dem Start die zweite Zeitnahme erfolgte. Auf engen Straßen behielten die Fahrer anschließend die Fahrtrichtung bei und gelangten nach 32,6 gefahrenen Kilometern nach Couzou, wo die dritte und letzte Zwischenzeit genommen wurde. Nun änderte sich die Charakteristik der Strecke und es folgte eine kurze Abfahrt, ehe ein Anstieg auf die Côte de Magès (258 m) nahe dem Dolmen von Magès folgte. Dieser wies auf einer Länge von 1,6 Kilometern eine durchschnittliche Steigung von 4,7 % auf und führte die Fahrer in Richtung Norden. Unmittelbar nachdem die Kuppe überquert wurde, folgte eine kurze Abfahrt, ehe die Straße erneut zu steigen begann und über die Cote de l'Hospitalet (253 m) zum Zielort Rocamadour führte. Dieser Anstieg war 1,5 Kilometer lang und stieg im Schnitt mit 7,8 % an. Die letzten 300 Meter führten flach ins Ziel, das sich auf der D673 vor dem Parkplatz P1-L'Hospitalet befand.
Im Rahmen des Einzelzeitfahrens wurden keine Bergwertungen abgenommen.
|                | Ort                                   | Kilometer |
| -------------- | ------------------------------------- | --------- |
| Start          | Lacapelle-Marival                     | 0         |
| Zwischenzeit 1 | Castelnau-Magnoac (D929)              | 10,6      |
| Zwischenzeit 2 | Auch                                  | 22,1      |
| Zwischenzeit 3 | Côte de la cité médiévale de Lauzerte | 32,6      |
| Ziel           | Rocamadour                            | 40,7      |

## Rennverlauf
Chronologischer Verlauf
Eröffnet wurde das Einzelzeitfahren von Caleb Ewan (Lotto Soudal), der in der Gesamtwertung mit einem Rückstand von über fünfeinhalb Stunden auf dem letzten Platz lag. Die erste Richtzeit setzte der Zeitfahrweltmeister Filippo Ganna (Ineos Grenadiers), der die 40,7 Kilometer in 48 Minuten und 41 Sekunden absolvierte. Die weiteren Zeitfahr-Spezialisten wie Stefan Bissegger (EF Education-EasyPost) und der Europameister Stefan Küng (Groupama-FDJ) konnten die Zeit des Italieners nicht gefährden. Wout van Aert (Jumbo-Visma) nahm das Rennen auf dem 23. Gesamtplatz liegend auf und setzte bei allen Zwischenzeiten eine neue Bestzeit. Der Belgier erreichte das Ziel in einer Zeit von 47 Minuten und 59 Sekunden und verbesserte die Bestzeit somit um 42 Sekunden. Von den besten zehn der Gesamtwertung konnte sich zunächst keiner der Fahrer in den vorderen Positionen einordnen. Die besten drei Fahrer der Gesamtwertung zeigten jedoch alle mit guten Leistungen auf. Zunächst erreichte Geraint Thomas (Ineos Grenadiers) das Ziel in einer Zeit von 48 Minuten und 31 Sekunden und schob sich somit vor seinen Teamkollegen Filippo Ganna. Auch Tadej Pogačar (UAE Team Emirates) zeigte einmal mehr seine Zeitfahrqualitäten und absolvierte den Kurs um weitere fünf Sekunden schneller. Den Träger des Gelben Trikots konnte der Slowene jedoch nicht mehr gefährden. Jonas Vingegaard (Jumbo-Visma) setzte bei den ersten drei Zwischenzeiten eine neue Bestzeit und nahm den letzten Abschnitt mit einem Vorsprung von einer Sekunde auf seinen Teamkollegen Wout van Aert in Angriff. In einer kurzen Abfahrt sorgte der Däne noch für eine kurze Schrecksekunde, als er eine Kurve falsch anfuhr und beinahe zu Sturz kam. Im Schlussanstieg drosselte Jonas Vingegaard sichtbar das Tempo und erreichte das Ziel schlussendlich mit der zweitschnellsten Zeit. Der Etappensieg ging somit an Wout van Aert, der sich 18 Sekunden vor Jonas Vingegaard und 27 Sekunden vor Tadej Pogačar durchsetzte.
Zeitabstände der Gesamtklassement-Fahrer
Hinter den beiden Spitzenreitern wies Geraint Thomas einen Rückstand von 32 Sekunden auf den Tagessieger Wout van Aert auf. Alexander Wlassow (Bora-hansgrohe) wies als 18. einen Rückstand von zwei Minuten und 46 Sekunden auf und verbesserte sich in der Gesamtwertung auf den fünften Rang. Die beiden Franzosen David Gaudu (Groupama-FDJ) und Romain Bardet (DSM) verloren drei Minuten und zehn Sekunden. Während David Gaudu seinen vierten Platz absicherte, rückte Romain Bardet auf den siebten Gesamtrang vor. Die weiteren Fahrer, die in den Top 10 der Gesamtwertung lagen, erreichten das Ziel mit Rückständen zwischen dreieinhalb und fast sechs Minuten. Nairo Quintana (Arkéa-Samsic) büßte einen Platz ein, während Louis Meintjes (Intermarché-Wanty-Gobert Matériaux) zwei Plätze abrutschte.

## Ergebnis
| \| Etappenergebnis \| Etappenergebnis \| Etappenergebnis \| Etappenergebnis \| Etappenergebnis \| \| Fahrer \| Fahrer \| Land \| Team \| Zeit \| \| --------------- \| --------------------- \| ---------------------- \| ---------------------- \| --------------- \| \| 1. \| Wout van Aert \| Belgien \| Jumbo-Visma \| 47 min 59 s \| \| 2. \| Jonas Vingegaard \| Dänemark \| Jumbo-Visma \| + 19 s \| \| 3. \| Tadej Pogačar \| Slowenien \| UAE Team Emirates \| + 27 s \| \| 4. \| Geraint Thomas \| Vereinigtes Königreich \| Ineos Grenadiers \| + 32 s \| \| 5. \| Filippo Ganna \| Italien \| Ineos Grenadiers \| + 42 s \| \| 6. \| Bauke Mollema \| Niederlande \| Trek-Segafredo \| + 1 min 22 s \| \| 7. \| Mattia Cattaneo \| Italien \| Quick-Step Alpha Vinyl \| + 1 min 25 s \| \| 8. \| Fred Wright \| Vereinigtes Königreich \| Bahrain Victorious \| + 1 min 32 s \| \| 9. \| Maximilian Schachmann \| Deutschland \| Bora-Hansgrohe \| + 1 min 37 s \| \| 10. \| Jan Tratnik \| Slowenien \| Bahrain Victorious \| + 1 min 48 s \| |                       |                        |                        |              |
| |                       |                        |                        |              |
| Quelle: ProCyclingStats |                       |                        |                        |              |
| Etappenergebnis |                       |                        |                        |              |
| Fahrer | Fahrer                | Land                   | Team                   | Zeit         |
| 1. | Wout van Aert         | Belgien                | Jumbo-Visma            | 47 min 59 s  |
| 2. | Jonas Vingegaard      | Dänemark               | Jumbo-Visma            | + 19 s       |
| 3. | Tadej Pogačar         | Slowenien              | UAE Team Emirates      | + 27 s       |
| 4. | Geraint Thomas        | Vereinigtes Königreich | Ineos Grenadiers       | + 32 s       |
| 5. | Filippo Ganna         | Italien                | Ineos Grenadiers       | + 42 s       |
| 6. | Bauke Mollema         | Niederlande            | Trek-Segafredo         | + 1 min 22 s |
| 7. | Mattia Cattaneo       | Italien                | Quick-Step Alpha Vinyl | + 1 min 25 s |
| 8. | Fred Wright           | Vereinigtes Königreich | Bahrain Victorious     | + 1 min 32 s |
| 9. | Maximilian Schachmann | Deutschland            | Bora-Hansgrohe         | + 1 min 37 s |
| 10. | Jan Tratnik           | Slowenien              | Bahrain Victorious     | + 1 min 48 s |

## Gesamtstände
| \| Gesamtwertung \| Gesamtwertung \| Gesamtwertung \| Gesamtwertung \| Gesamtwertung \| \| Fahrer \| Fahrer \| Land \| Team \| Zeit \| \| ------------- \| ----------------- \| ---------------------- \| ---------------------------------- \| ---------------- \| \| 1. \| Jonas Vingegaard \| Dänemark \| Jumbo-Visma \| 76 h 33 min 57 s \| \| 2. \| Tadej Pogačar \| Slowenien \| UAE Team Emirates \| + 3 min 34 s \| \| 3. \| Geraint Thomas \| Vereinigtes Königreich \| Ineos Grenadiers \| + 8 min 13 s \| \| 4. \| David Gaudu \| Frankreich \| Groupama-FDJ \| + 13 min 56 s \| \| 5. \| Alexander Wlassow \| Russland \| Bora-Hansgrohe \| + 16 min 37 s \| \| 6. \| Nairo Quintana \| Kolumbien \| Arkéa-Samsic \| + 17 min 24 s \| \| 7. \| Romain Bardet \| Frankreich \| Team DSM \| + 19 min 02 s \| \| 8. \| Louis Meintjes \| Südafrika \| Intermarché-Wanty-Gobert Matériaux \| + 19 min 12 s \| \| 9. \| Alexei Luzenko \| Kasachstan \| Astana Qazaqstan Team \| + 23 min 47 s \| \| 10. \| Adam Yates \| Vereinigtes Königreich \| Ineos Grenadiers \| + 25 min 43 s \| |                   |                        |                                    |                  |
| |                   |                        |                                    |                  |
| Quelle: ProCyclingStats |                   |                        |                                    |                  |
| Gesamtwertung |                   |                        |                                    |                  |
| Fahrer | Fahrer            | Land                   | Team                               | Zeit             |
| 1. | Jonas Vingegaard  | Dänemark               | Jumbo-Visma                        | 76 h 33 min 57 s |
| 2. | Tadej Pogačar     | Slowenien              | UAE Team Emirates                  | + 3 min 34 s     |
| 3. | Geraint Thomas    | Vereinigtes Königreich | Ineos Grenadiers                   | + 8 min 13 s     |
| 4. | David Gaudu       | Frankreich             | Groupama-FDJ                       | + 13 min 56 s    |
| 5. | Alexander Wlassow | Russland               | Bora-Hansgrohe                     | + 16 min 37 s    |
| 6. | Nairo Quintana    | Kolumbien              | Arkéa-Samsic                       | + 17 min 24 s    |
| 7. | Romain Bardet     | Frankreich             | Team DSM                           | + 19 min 02 s    |
| 8. | Louis Meintjes    | Südafrika              | Intermarché-Wanty-Gobert Matériaux | + 19 min 12 s    |
| 9. | Alexei Luzenko    | Kasachstan             | Astana Qazaqstan Team              | + 23 min 47 s    |
| 10. | Adam Yates        | Vereinigtes Königreich | Ineos Grenadiers                   | + 25 min 43 s    |

| Punktewertung | Punktewertung      | Punktewertung          | Punktewertung           | Punktewertung |
| Fahrer        | Fahrer             | Land                   | Team                    | Punkte        |
| ------------- | ------------------ | ---------------------- | ----------------------- | ------------- |
| 1.            | Wout van Aert      | Belgien                | Jumbo-Visma             | 480 P.        |
| 2.            | Tadej Pogačar      | Slowenien              | UAE Team Emirates       | 250 P.        |
| 3.            | Jasper Philipsen   | Belgien                | Alpecin-Deceuninck      | 236 P.        |
| 4.            | Christophe Laporte | Frankreich             | Jumbo-Visma             | 171 P.        |
| 5.            | Mads Pedersen      | Dänemark               | Trek-Segafredo          | 158 P.        |
| 6.            | Jonas Vingegaard   | Dänemark               | Jumbo-Visma             | 157 P.        |
| 7.            | Fabio Jakobsen     | Niederlande            | Quick-Step Alpha Vinyl  | 155 P.        |
| 8.            | Michael Matthews   | Australien             | Team BikeExchange-Jayco | 133 P.        |
| 9.            | Peter Sagan        | Slowakei               | TotalEnergies           | 104 P.        |
| 10.           | Geraint Thomas     | Vereinigtes Königreich | Ineos Grenadiers        | 98 P.         |

| Bergwertung | Bergwertung      | Bergwertung            | Bergwertung                        | Bergwertung |
| Fahrer      | Fahrer           | Land                   | Team                               | Punkte      |
| ----------- | ---------------- | ---------------------- | ---------------------------------- | ----------- |
| 1.          | Jonas Vingegaard | Dänemark               | Jumbo-Visma                        | 72 P.       |
| 2.          | Simon Geschke    | Deutschland            | Cofidis                            | 64 P.       |
| 3.          | Giulio Ciccone   | Italien                | Trek-Segafredo                     | 61 P.       |
| 4.          | Tadej Pogačar    | Slowenien              | UAE Team Emirates                  | 61 P.       |
| 5.          | Wout van Aert    | Belgien                | Jumbo-Visma                        | 59 P.       |
| 6.          | Thibaut Pinot    | Frankreich             | Groupama-FDJ                       | 52 P.       |
| 7.          | Louis Meintjes   | Südafrika              | Intermarché-Wanty-Gobert Matériaux | 39 P.       |
| 8.          | Neilson Powless  | Vereinigte Staaten     | EF Education-EasyPost              | 37 P.       |
| 9.          | Pierre Latour    | Frankreich             | TotalEnergies                      | 35 P.       |
| 10.         | Geraint Thomas   | Vereinigtes Königreich | Ineos Grenadiers                   | 32 P.       |

| Nachwuchswertung | Nachwuchswertung   | Nachwuchswertung       | Nachwuchswertung                   | Nachwuchswertung  |
| Fahrer           | Fahrer             | Land                   | Team                               | Zeit              |
| ---------------- | ------------------ | ---------------------- | ---------------------------------- | ----------------- |
| 1.               | Tadej Pogačar      | Slowenien              | UAE Team Emirates                  | 76 h 37 min 31 s  |
| 2.               | Thomas Pidcock     | Vereinigtes Königreich | Ineos Grenadiers                   | + 57 min 34 s     |
| 3.               | Brandon McNulty    | Vereinigte Staaten     | UAE Team Emirates                  | + 1 h 27 min 43 s |
| 4.               | Matteo Jorgenson   | Vereinigte Staaten     | Movistar Team                      | + 1 h 31 min 14 s |
| 5.               | Andreas Leknessund | Norwegen               | Team DSM                           | + 1 h 54 min 48 s |
| 6.               | Michael Storer     | Australien             | Groupama-FDJ                       | + 2 h 19 min 39 s |
| 7.               | Georg Zimmermann   | Deutschland            | Intermarché-Wanty-Gobert Matériaux | + 2 h 36 min 34 s |
| 8.               | Kevin Geniets      | Luxemburg              | Groupama-FDJ                       | + 2 h 45 min 02 s |
| 9.               | Fred Wright        | Vereinigtes Königreich | Bahrain Victorious                 | + 3 h 01 min 25 s |
| 10.              | Stan Dewulf        | Belgien                | AG2R Citroën Team                  | + 3 h 25 min 04 s |

| Mannschaftswertung | Mannschaftswertung    | Mannschaftswertung           | Mannschaftswertung |
| Team               | Team                  | Land                         | Zeit               |
| ------------------ | --------------------- | ---------------------------- | ------------------ |
| 1.                 | Ineos Grenadiers      | Vereinigtes Königreich       | 230 h 07 min 04 s  |
| 2.                 | Groupama-FDJ          | Frankreich                   | + 37 min 33 s      |
| 3.                 | Jumbo-Visma           | Niederlande                  | + 42 min 44 s      |
| 4.                 | Bora-Hansgrohe        | Deutschland                  | + 1 h 48 min 15 s  |
| 5.                 | Movistar Team         | Spanien                      | + 2 h 11 min 45 s  |
| 6.                 | UAE Team Emirates     | Vereinigte Arabische Emirate | + 2 h 16 min 35 s  |
| 7.                 | Bahrain Victorious    | Bahrain                      | + 2 h 58 min 32 s  |
| 8.                 | Team DSM              | Niederlande                  | + 3 h 26 min 31 s  |
| 9.                 | Arkéa-Samsic          | Frankreich                   | + 3 h 57 min 14 s  |
| 10.                | Astana Qazaqstan Team | Kasachstan                   | + 3 h 59 min 23 s  |

## Ausgeschiedene Fahrer
- Nathan Van Hooydonck (Jumbo-Visma): aus familiären Gründen nicht gestartet[3]